# AsiaSat
Asia Satellite Telecommunications Company Limited (allgemein als AsiaSat bekannt) ist ein kommerzieller Betreiber von Kommunikationssatelliten.
AsiaSat wurde im Februar 1988 gegründet und hat seinen Hauptsitz in Hongkong mit den zwei Hauptaktionären CITIC und General Electric (seit April 2007). Seit 1996 wurden die Anteile des Unternehmens an den Börsen von Hongkong und Amerika gehandelt, wobei die Aktien im Jahr 2008 wieder aus der amerikanischen Börse genommen wurde. 2019 erfolgte auch ein Rückzug von der Börse in Hongkong.
Die Satelliten der Firma versorgen etwa 50 Länder im asiatischen und pazifischen Raum mit mehr als 300 Radio- und Fernsehkanälen (darunter Luxe TV und DW-TV) und Telekommunikationsdienstleistungen wie Breitbandinternet und Ähnlichem. Die Bodenstationen stehen in Tai Po und Stanley. AsiaSat ist eine hundertprozentige Tochtergesellschaft von Asia Satellite Telecommunications Holdings Limited mit Sitz in Bermuda, welche an der Hongkonger Börse gehandelt wird. 2009 wurde ein Joint Venture mit Echostar bekannt gegeben.

## Satellitenflotte
Stand der Liste: 10. Oktober 2023
| Name       | Startdatum (UTC)   | Trägerrakete      | Startplatz      | Satellitenbus                  | NSSDC ID  | Position        | Bemerkungen |
| ---------- | ------------------ | ----------------- | --------------- | ------------------------------ | --------- | --------------- | --- |
| AsiaSat 1  | 7. April 1990      | Langer Marsch 3   | Xichang         | HS-376 (Hughes)                | 1990-030A |                 | Gestartet als Westar 6 bei der Space-Shuttle-Mission STS-41-B, strandete im Orbit und wurde mit STS-51-A im November 1984 wieder eingefangen und an AsiaSat verkauft. Der Satellit wurde am 7. April 1990 erneut gestartet. |
| AsiaSat 2  | 28. November 1995  | Langer Marsch 2E  | Xichang         | AS-7000 (Lockheed Martin)      | 1995-064A | 100,5°O         | |
| AsiaSat 3  | 24. Dezember 1997  | Proton-K/Blok-DM3 | Baikonur 81/23  | HS-601HP (Hughes)              | 1997-086A | 60°W            | Satellit nicht in die geostationäre Umlaufbahn gelangte. Er wurde aufgegeben, jedoch später durch spezielle Bahnmanöver (die ihn auch zweimal um den Mond führten) doch noch in eine geostationäre Erdumlaufbahn gebracht.  |
| AsiaSat 3S | 21. März 1999      | Proton-K/Blok-DM3 | Baikonur 81/23  | BSS-601HP (Boeing)             | 1999-013A | (außer Betrieb) | Ersatz für AsiaSat 1 |
| AsiaSat 4  | 12. April 2003     | Atlas-3B-SEC      | CCAFS SLC-36B   | BSS-601HP (Boeing)             | 2003-014A | 122,2°O         | |
| AsiaSat 5  | 11. Juli 2009      | Proton-M/Bris-M   | Baikonur 200/39 | SSL-1300 (Space Systems/Loral) | 2009-042A | 100,5° Ost      | Ersetzte ab 2011 AsiaSat 2 |
| AsiaSat 6  | 7. September 2014  | Falcon 9 v1.1     | CCAFS SLC-40    | SSL-1300 (Space Systems/Loral) | 2014-052A | 120° Ost        | Hälfte der Transponderkapazitäten als Thaicom 7 an Thaicom verleast |
| AsiaSat 7  | 25. November 2011  | Proton-M/Bris-M   | Baikonur 200/39 | SSL-1300 (Space Systems/Loral) | 2011-069A | 105,5° Ost      | Ersetzte AsiaSat 3S |
| AsiaSat 8  | 5. August 2014     | Falcon 9 v1.1     | CCAFS SLC-40    | SSL-1300 (Space Systems/Loral) | 2014-046A | 4° West         | verleast an Spacecom, welche den Satellit als AMOS-7 betreibt |
| AsiaSat 9  | 28. September 2017 | Proton-M/Bris-M   | Baikonur 200/39 | SSL-1300 (Space Systems/Loral) | 2017-057A | 122° Ost        | Ersetzte AsiaSat 4 |